# Myra (cantante)
Mayra Caról Ambriz Quintana, más conocida como Myra Caról, (Los Ángeles, California, 21 de mayo de 1986) es una cantante, actriz, bailarina y compositora estadounidense de ascendencia mexicana. Ella es la primera artista latina en haber firmado con Hollywood Records, Walt Disney Records y Avex Trax.

## Carrera artística
Saltó a la fama en 2001 después de grabar un cover de la canción «Dancing in the Street» originalmente interpretado por el grupo Martha and the Vandellas para la banda sonora de la película Recess: School's Out (el cual volvería a grabar en 2002 en versión español para la película original de Disney Channel, Gotta Kick It Up!). Sin embargo, su primer álbum publicado antes de firmar con Disney, lanzado en 1997, fue un álbum del género mariachi llamado Mensajera del Amór, publicado nuevamente por Briaz Promotions. En el momento de su lanzamiento, Myra fue entonces conocida como Mayra Caról. Durante su paso por Disney, prestó su voz en la canción «Miracles Happen (When You Believe)» para la película The Princess Diaries, por el cual recibió en 2002 una nominación en los Premios ALMA a Canción Sobresaliente en una Película. Su álbum debut Myra incluía estos dos temas y fueron relanzados como sencillos y ambos incluyeron vídeos musicales. El álbum Myra fue publicado en cuatro diferentes formatos.
El álbum homónimo Myra fue publicado en Estados Unidos y otros países de habla inglesa el 8 de junio de 2001. Fue también publicado en Japón en 2001 bajo el mismo nombre con tres remixes adicionales del sencillo «Lie, Lie, Lie» y relanzado en 2002 bajo el título Myra + More el cual incluía estos tres mismos remixes, y un bonus track, «You're the Dream» reemplazando «Wishing on the Same Star». «You're the Dream» fue el himno de Special Olympics presentado por Walt Disney Records. El álbum fue regrabado en español y nombrado Milagros el cual fue lanzado el 16 de octubre de 2001. La versión en español de «Miracles Happen (When You Believe)», «Siempre Hay Milagros» fue incluida en la versión en español de The Princess Diaries. La versión en español de «Dancing in the Streets», «Bailando en la Ciudad» fue publicado como sencillo promocional en la película original de Disney Channel, Gotta Kick It Up!.
Myra realizó una aparición en la película Max Keeble's Big Move como Chelsea. Fue en ese tiempo que estuvo de gira con Aaron Carter como telonera de su Party Tour durante 2000 y 2001.

## Discografía
| Álbumes de estudio \| Año \| Álbum \| \| ---- \| ------------------ \| \| 1997 \| Mensajera del Amór \| \| 2001 \| Myra \| \| 2001 \| Milagros \| \| 2002 \| Myra + More \| |                    |
| Año | Álbum              |
| 1997 | Mensajera del Amór |
| 2001 | Myra               |
| 2001 | Milagros           |
| 2002 | Myra + More        |